# 평택중앙초등학교
평택중앙초등학교는 대한민국 경기도 평택시에 있는 공립 초등학교이다.

## 학교 연혁
- 1928년 ~ 1933년 : 사설 진청학원
- 1945.10.30 개교 (일본인 심상소학교 인수 및 사설진청학원 병합)
- 1981.03.09 병설유치원 1학급 편성 개원
- 1995.07.04 학교 체육관 준공
- 1997.03.01 세교초등학교로 9학급 분리
- 2000.05.25 후관 15개 교실 증축 공사 완공
- 2007.11.09 인조 잔디 운동장 개장
- 2008.10.10 거점학교 영어 체험센터(2실6코터) 개관
- 2010.09.13 Wee Class 상담실 개소식
- 2012.03.01 도지정 전통문화체험장 지정 운영
- 2012.03.02 22학급(특수학급 2학급 포함) 편성
- 2012.06.01 저녁돌봄교실 운영
- 2012.07.18 양치교실 개소식
- 2013.03.01 도지정 전통문화체험학습장 지정 운영
- 2013.03.04 20학급(특수학급 2학급 포함) 편성
- 2013.07.02 제42회 전국소년체육대회 우수상 표창
- 2013.08.21 본관 교실 도색 및 후관 복도 도색
- 2014.03.03 18학급(특수학급 2학급 포함) 편성
- 2014.03.10 1학년 기준학생수 초과로 학급증설(2학급 → 3학급)
- 2014.09.01 제20대 유영근 교장 선생님 취임

## 참고 자료
- 평택중앙초등학교 - 한국교육학술정보원 학교알리미